# 486 v. Chr.
Portal Geschichte | Portal Biografien | Aktuelle Ereignisse | Jahreskalender | Tagesartikel

◄ |
6. Jahrhundert v. Chr. |
5. Jahrhundert v. Chr. |
4. Jahrhundert v. Chr. |
►

◄ | 500er v. Chr. | 490er v. Chr. | 480er v. Chr. | 470er v. Chr. |
460er v. Chr. |
►

◄◄ | ◄ | 489 v. Chr. | 488 v. Chr. | 487 v. Chr. | 486 v. Chr. |
485 v. Chr. |
484 v. Chr. |
483 v. Chr. |
► |
►►
Das Jahr 486 v. Chr. bringt einen Thronwechsel im Perserreich. Xerxes I. folgt seinem verstorbenen Vater Dareios I. als Großkönig des Achämenidenreichs. Er sieht sich mit einem Aufstand des seit 525 v. Chr. zum Perserreich gehörenden Ägypten unter der Führung von Psammetich IV. konfrontiert.

## Ereignisse

### Politik und Weltgeschehen

#### Griechenland

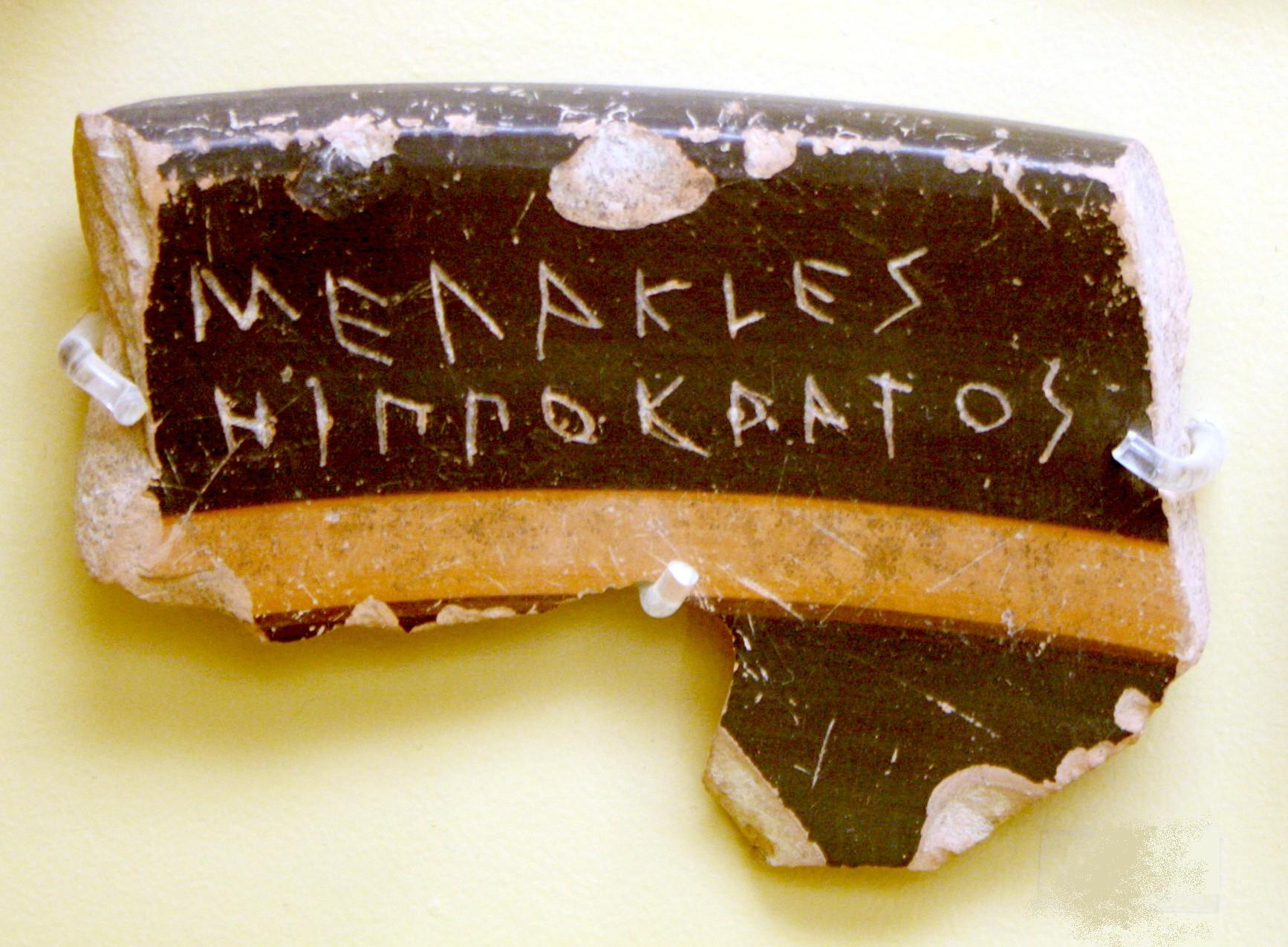
Ostrakon des Megakles, Sohn des Hippokrates

- 487/486 v. Chr.: Megakles aus der Familie der Alkmaioniden wird durch Ostrakismos zeitweise aus Athen verbannt.

#### Römische Republik
- Während seines dritten Konsulats zieht Spurius Cassius Vecellinus mit seinem Amtskollegen Proculus Verginius gegen die benachbarten Stämme der Volsker und Herniker zu Felde und besiegt diese. In dieser Schlacht fällt vermutlich der römische Militärtribun Opiter Verginius Tricostus.
- Die Herniker treten nach ihrer Niederlage dem römisch-latinischen Bund bei.
- Spurius Cassius Vecellinus wird am Ende seines Konsulats wegen angeblicher innenpolitischer Vergehen, über deren Art sich die Geschichtsschreiber uneinig sind, angeklagt.

#### Perserreich

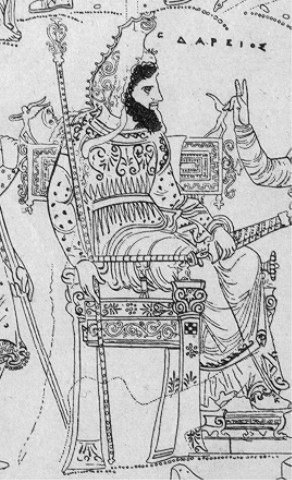
Dareios I. (Griechische Vasenmalerei)

Der persische Großkönig Dareios I. stirbt während der Vorbereitungen zu einem neuen Feldzug an einer Erkrankung, vermutlich im Monat Oktober oder November, doch ist weder das genaue Datum noch die genaue Todesursache bekannt. Nachfolger als Herrscher des Achämenidenreichs wird sein Sohn Xerxes I. aus Dareios’ Ehe mit Atossa, obwohl es ältere Brüder aus einer früheren Ehe gibt. Xerxes verschiebt den von seinem Vater geplanten neuerlichen Griechenlandzug und wendet sich zuerst dem aufständischen Ägypten zu, das sich unter Psammetich IV. vom Perserreich zu lösen versucht.

### Wissenschaft und Technik
- Am Jangtsekiang in China wird der Han-Kanal als erster Abschnitt des späteren Kaiserkanals errichtet.

### Kultur
- Chionides siegt als Komödiendichter bei den Dionysien in Athen.

### Sport
- Der Athener Megakles gewinnt im Wagenrennen mit dem Vierergespann bei den Pythischen Spielen in Delphi.

## Gestorben
- verm. Oktober/November: Dareios I., persischer Großkönig des Achämenidenreichs (* 549 v. Chr.)

- um 486 v. Chr.: Opiter Verginius Tricostus, römischer Konsul und Militärtribun